# Apteropeda splendida
Apteropeda splendida is een keversoort uit de familie bladkevers (Chrysomelidae). De wetenschappelijke naam van de soort werd in 1860 gepubliceerd door Allard.